# السافع (ريمة)

تعديل مصدري - تعديل

قرية سافع

هي إحدى قرى عزلة بني يعفر الواقعة ضمن
مديرية مزهر التابعة لمحافظة ريمة،
بلغ تعداد سكانها (1867) نسمة حسب تعداد اليمن لعام 2004.

## المحلات التابعة للقرية
| - داوده - قواهشه - المكش - الجمجمة - المضاني - العارضة - العرصة - سامريه - حراقه العالية - تماره - البير - شعب الجمل - الشامي - الحقل - المبرك - خريما - جرمانه - المرماده - التربة - حوشب | - المودن - الصبحات - جبل روسه - الركبة العالية - الركبة السافل - المجدار - الشعب - حماير - الجبل - ضهر المرابيح - ضهر الحمرة - ضهرالمقهايه - ضهر الحجرة - ضهر الاثنين - الكبنات - المعطيات - حراقه السافله - حقل فاتن - المجعاره - النجد - شعب العلوي |

## روابط خارجية
- الدليل الشامــل